# Ana Perez Box
Ana Perez Box, född 29 december 1995, är en spansk judoutövare.
Perez Box tävlade för Spanien vid olympiska sommarspelen 2020 i Tokyo. Hon blev utslagen i den första omgången i halv lättvikt mot Fabienne Kocher.